# (95802) Francismuir
(95802) Francismuir est un astéroïde de la ceinture principale.

## Description
(95802) Francismuir est un astéroïde de la ceinture principale. Il fut découvert le 31 mars 2003 à Needville par Joseph A. Dellinger. Il présente une orbite caractérisée par un demi-grand axe de 2,40 UA, une excentricité de 0,21 et une inclinaison de 0,8° par rapport à l'écliptique.

## Compléments